# 鍾傑良
鍾傑良（英語：Chung Kit Leung） 是香港電台資深節目主持及監製，現職於香港電台。

## 簡歷
鍾傑良畢業於禮賢會中學和香港大同中學後，加入香港電台成為節目主持。鍾傑良於第五台及香港電台文教組主持多個電台節目，包括《打開世界》、《新文化運動》、《學界超星道》。現在每逢星期六晚上8:30至9:00在香港電台第一台與何玉芬博士共同主持《教學有心人》，探討香港的教育議題。

## 文教節目
鍾傑良曾專訪學術界、政界、商界、專業界名人接受本土教育的歷程，訪問內容收錄在《同學@香港》一書。 於2006年，鍾傑良主持節目《家家有教》，引起社會熱烈討論。 
任職香港電台間，鍾傑良參與籌辦「香港舞台劇獎」、「全港兒童故事演講比賽」。於「第二十四屆香港舞台劇獎頒獎禮」，胡楓在台上表示感謝鍾傑良邀請他擔任頒獎嘉賓。
鍾傑良熱心長者公益，亦主持多個《長進課程》節目，當中涵蓋天文、英語、粵曲等主題，如天空小說、英歌舞台、一件蛋糕‧學英語、東亞運乾坤。

## 科普節目
鍾傑良曾於香港電台第二台與科大教授方明、蔣翼邁主持科技自由談及香港電台第一台與中大教授陳竟明主持有關海洋生態的節目《地球708》，節目名稱取自海洋覆蓋地球70.8%的意思。

## 廣播劇
鍾傑良早年加入香港電台，曾經參演廣播劇，包括在1991年的《小小大男人》飾演 Sam 一角，亦曾出演《幽靈吉卜賽》、《且伴薔薇》、《櫻子姑娘》、《塵網》等。